# Euploea doryca
Euploea doryca är en fjärilsart som beskrevs av Butler 1878. Euploea doryca ingår i släktet Euploea och familjen praktfjärilar. Inga underarter finns listade i Catalogue of Life.